# História dos judeus durante a Segunda Guerra Mundial

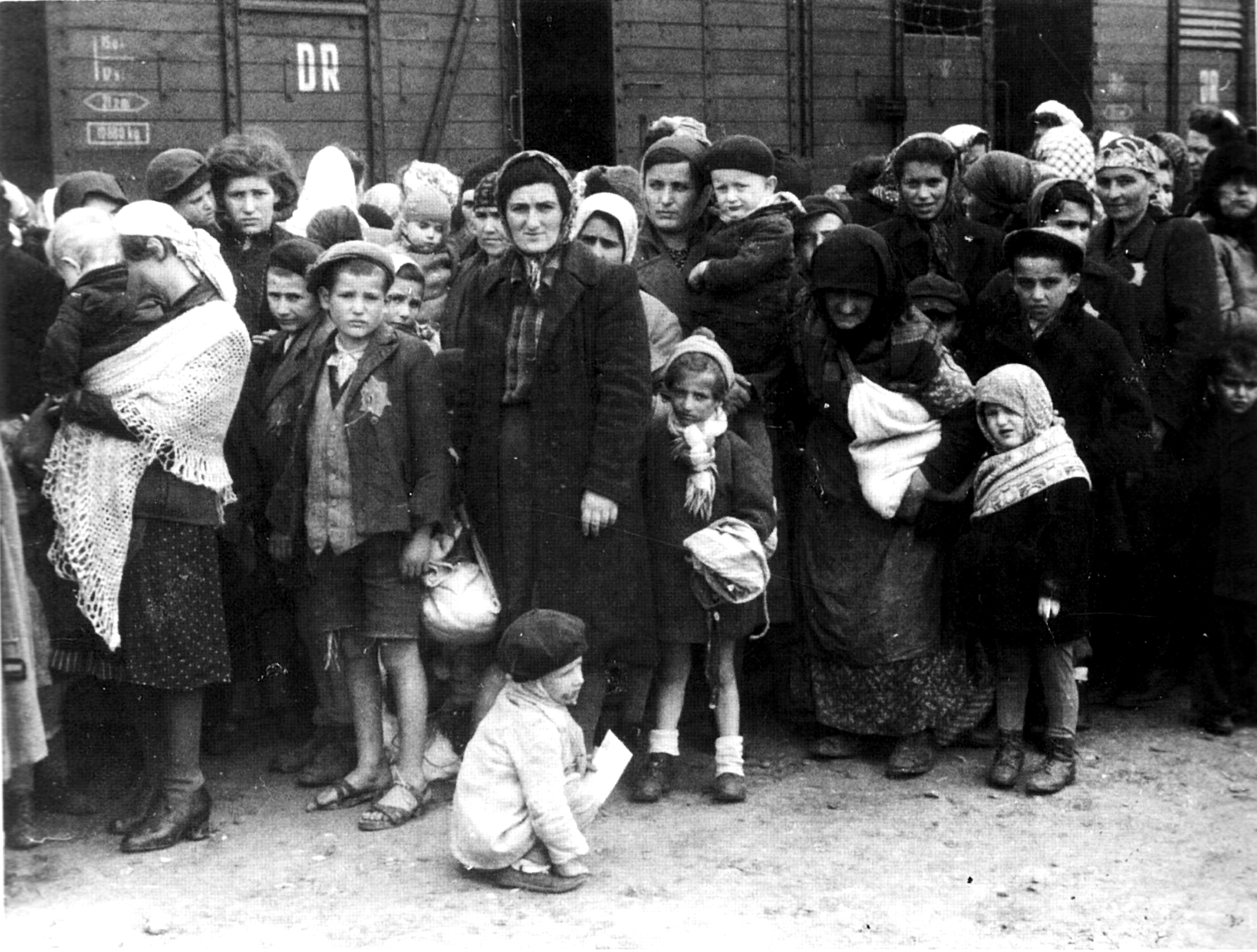
Judeus na rampa de seleção em Auschwitz, maio de 1944

A história dos judeus durante a Segunda Guerra Mundial se resume em uma trama de perseguição e assassinato cometidos em uma escala sem precedentes na Europa e no Norte da África. O Holocausto foi o extermínio em massa de cerca de seis milhões de judeus nos campos de concentração. Foi realizado pelo regime nazista de Adolf Hitler, na Alemanha, durante a Segunda Guerra Mundial (1939-1945).  A escala massiva do Holocausto afetou muito o povo judeu e a opinião pública mundial, que só compreendeu as dimensões da solução final após a guerra. O genocídio, conhecido como HaShoah em hebraico, visava a eliminação do povo judeu no continente europeu. Para o líder nazista antissemita Adolf Hitler, os judeus eram uma raça inferior, uma ameaça estranha à pureza racial e à comunidade alemãs. Após anos de governo nazista na Alemanha, durante os quais os judeus foram sistematicamente perseguidos, a "solução final" de Hitler - agora conhecida como Holocausto - se concretizou sob o manto da Segunda Guerra Mundial, com centros de extermínio em massa construídos nos campos de concentração da Polônia, ocupada pelo regime. Aproximadamente seis milhões de judeus e cerca de 5 milhões de outros alvos por razões raciais, políticas, ideológicas e comportamentais, morreram no Holocausto. Mais de um milhão dos que morreram eram crianças.

## História
| País                        | Estimativa da população judaica (pré-guerra) | Mortos (estimativa) | Porcentagem de mortos |
| --------------------------- | -------------------------------------------- | ------------------- | --------------------- |
| Polônia                     | 3.400.000                                    | 3.000.000           | 88,25%                |
| União Soviética (sem os PB) | 3.000.000                                    | 1.000.000           | 33,3%                 |
| Romênia                     | 757.000                                      | 287.000             | 38%                   |
| Hungria                     | 445.000                                      | 270.000             | 60,7%                 |
| Checoslováquia              | 357.000                                      | 260.000             | 73%                   |
| Alemanha                    | 500.000                                      | 165.000             | 33%                   |
| Lituânia                    | 150.000                                      | 145.000             | 96,7%                 |
| Holanda                     | 140.000                                      | 102.000             | 72,9%                 |
| França                      | 300.000                                      | 76.000              | 25,33%                |
| Letônia                     | 93.500                                       | 70.000              | 74,9%                 |
| Áustria                     | 206.000                                      | 65.000              | 31,5%                 |
| Iugoslávia                  | 68.500                                       | 60.000              | 87,6%                 |
| Grécia                      | 70.000                                       | 58.800              | 84%                   |
| Bélgica                     | 90.000                                       | 25.000              | 27,8%                 |
| Itália                      | 46.000                                       | 7.500               | 16,3%                 |
| Luxemburgo                  | 3.600                                        | 1.200               | 33,3%                 |
| Estonia                     | 4.300                                        | 1.000               | 23%                   |
| Noruega                     | 1.800                                        | 758                 | 42,1%                 |
| Bulgária                    | 48.400                                       | 142                 | 0,3%                  |
| Dinamarca                   | 7.800                                        | 116                 | 1,49%                 |
| Albânia                     | 200                                          | 100                 | 50%                   |
| Finlândia                   | 2.200                                        | 7                   | 0,32%                 |
| Total                       | 9.689.500                                    | 5.594.623           | 57,74%                |

Antes do início da guerra, o primeiro pogrom ocorrido na Alemanha nazista foi a Kristallnacht, muitas vezes chamado de Pogromnacht, ou "noite de vidros estilhaçados", no qual casas de judeus foram saqueadas em várias cidades alemãs, juntamente com 11.000 lojas, vilas e aldeias judaicas, enquanto civis e tropas de assalto da SA destruíam prédios com marretas, deixando as ruas cobertas por janelas quebradas - a origem do nome "Noite dos vidros estilhaçados". A maior parte dos distúrbios ocorreu de 9 a 10 de novembro de 1938. Milhares de Judeus foram espancados até a morte; 30.000 deles foram levados para campos de concentração; 1.668 sinagogas foram saqueadas e 267 incendiadas. Seguindo a Operação Barbarossa lançada em 22 de junho de 1941, na cidade de Lviv, no território ocupado do Governo Geral, os nacionalistas ucranianos organizaram dois grandes pogroms em julho de 1941, nos quais cerca de 6.000 judeus foram assassinados.
Na Lituânia, grupos militantes locais se envolveram em pogroms antijudaicos em 25 e 26 de julho de 1941, próximo de Caunas, antes mesmo da chegada das forças nazistas, matando cerca de 3.800 judeus e incendiando sinagogas e lojas judaicas. Talvez o mais mortal desses pogroms da era do Holocausto tenha sido o pogrom Iași na Romênia, no qual cerca de 14.000 judeus foram mortos por cidadãos romenos, polícia e oficiais militares.
Em dezembro de 1941, Adolf Hitler decidiu exterminar completamente os judeus residentes na Europa. Em janeiro de 1942, durante a conferência de Wannsee, vários líderes nazistas discutiram os detalhes da "Solução Final da questão judaica" (Endlösung der Judenfrage). O Dr. Josef Bühler incentivou Reinhard Heydrich a prosseguir com a "Solução Final" no Governo Geral. Eles começaram a deportar sistematicamente as populações judias dos guetos e de todos os territórios ocupados para os sete campos designados como Vernichtungslager, ou campos de extermínio: Auschwitz, Birkenau (era o local do Campo de Extermínio) Belzec, Chelmno, Majdanek, Sobibór e Treblinka II. Sebastian Haffner publicou a análise em 1978 de que Hitler, em dezembro de 1941, aceitou o fracasso de seu objetivo de dominar a Europa para sempre em sua declaração de guerra contra os Estados Unidos, mas que sua retirada e aparente calma depois disso foram sustentados pela realização de seu segundo objetivo — o extermínio dos judeus.
Mesmo com a máquina de guerra nazista alemã perdendo força nos últimos anos da guerra, recursos militares preciosos, como combustível, transporte, munições, soldados e recursos industriais estavam sendo fortemente desviados da guerra para os campos de extermínio. Ao final da guerra, mais da metade da população judia da Europa havia sido assassinada no Holocausto. A Polônia, lar da maior comunidade judaica da Europa antes da guerra, teve mais de 90% de sua população judia, ou cerca de 3.000.000 de judeus, assassinados pelos nazistas. Grécia, Iugoslávia, Lituânia, Tchecoslováquia, Holanda e Letônia cada um teve mais de 70% de sua população judaica assassinada.
A Hungria e a Albânia perderam cerca de metade de suas populações judaicas, a União Soviética, Alemanha, Áustria e Luxemburgo perderam mais de um terço de seus judeus, a Bélgica e a França viram, cada uma, cerca de um quarto de suas populações judias assassinadas. Durante a guerra, a Espanha se tornou um refúgio improvável para vários milhares de judeus. Eles eram principalmente da Europa Ocidental, fugindo da deportação para campos de concentração da França ocupada, mas também judeus sefarditas da Europa Oriental, especialmente na Hungria.

## Judeus nas forças aliadas

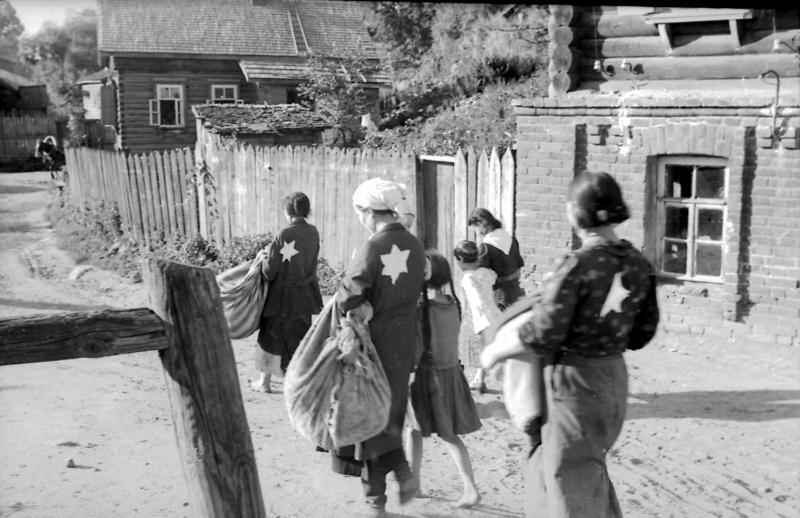
O povo judeu foi marcado com a estrela de Davi para poderem ser identificados - (1941).

Aproximadamente 1,5 milhão de judeus serviram nas forças armadas aliadas durante a Segunda Guerra Mundial.
Aproximadamente 550.000 judeus americanos serviram em vários ramos das Forças Armadas dos Estados Unidos. Aproximadamente 52.000 receberam prêmios militares dos EUA. Outros 500.000 serviram no Exército Vermelho e mais de 160.000 citações obtidas, com mais de 150 recebendo o prêmio de Herói da União Soviética. Cerca de 100.000 judeus serviram no Exército polonês durante a invasão alemã e milhares serviram nas Forças Armadas Polonesas do Ocidente, incluindo cerca de 10.000 no Exército de Anders. Mais de 60.000 judeus serviram nas Forças Armadas britânicas (excluindo colonos), incluindo 14.000 na Força Aérea Real e 15.000 na Marinha Real. Cerca de 30.000 judeus do Mandato Britânico da Palestina também serviram no exército britânico, incluindo 5.500 que serviram na Brigada Judaica, uma formação militar composta por soldados judeus da Palestina liderados por oficiais judeus britânicos. Cerca de 17.000 judeus canadenses serviram nas Forças Armadas canadenses.
Os partisans judeus também lutaram por toda a Europa ocupada e foram organizados em grupos como os partisans Bielskii, a organização dos partisans unidos e os partisans Parczew. Os combatentes da resistência judaica participaram da Levante do Gueto de Varsóvia.